# ميخائيل كورتيس
ميخائيل كورتيس (بالإنجليزية: Michael Curtis)‏ (29 مارس 1975 بدالاس في الولايات المتحدة - ) هو مدرب كرة قدم ولاعب كرة قدم أمريكي في مركز الدفاع. لعب مع Dallas Roma F.C. ‏ وMesquite Kickers ‏ وDallas Sidekicks (1984–2004) ‏.